# USS Monterey (CVL-26)
La USS Monterey fu una portaerei leggera della Classe Independence, in servizio con la United States Navy durante la Seconda guerra mondiale ed utilizzata come nave scuola per alcuni anni nel periodo post-bellico

## Storia
Inizialmente progettata come incrociatore leggero Dayton (CL-78) dalla New York Shipbuilding Corporation il 29 dicembre 1941, la nave venne riclassificata CV-26 il 27 marzo 1942 e ribattezzata Monterey quattro giorni dopo. Fu la terza nave della Marina Militare degli Stati Uniti ad essere stata battezzata con questo nome in onore della battaglia di Monterey.

Ebbe tra i membri del suo equipaggio il 38º Presidente degli Stati Uniti d'America Gerald Ford, durante la Seconda guerra mondiale.
Subito dopo un rapido rodaggio la nave salpò da Filadelfia per raggiungere il Pacifico Occidentale. Dopo aver attraccato alla Isole Gilbert il 19 novembre 1943 partecipò attivamente alla battaglia di Makin. Dopo aver preso parte a diversi attacchi contro Kavieng, l'isola di Nuova Irlanda il 25 dicembre, come parte del Task Group 37.2, supportò lo sbarco delle truppe alleate alla battaglia di Kwajalein e alla battaglia di Eniwetok fino all'8 febbraio 1944. Entrata a far parte della Task Force 58 partecipò alle operazioni militari nelle Isole Caroline, le Isole Marianne e a nord della Nuova Guinea così come nelle Isole Ogasawara nel periodo febbraio-luglio 1944, nel quale fu coinvolta anche nella battaglia del Mare delle Filippine il 19-20 giugno 1944.

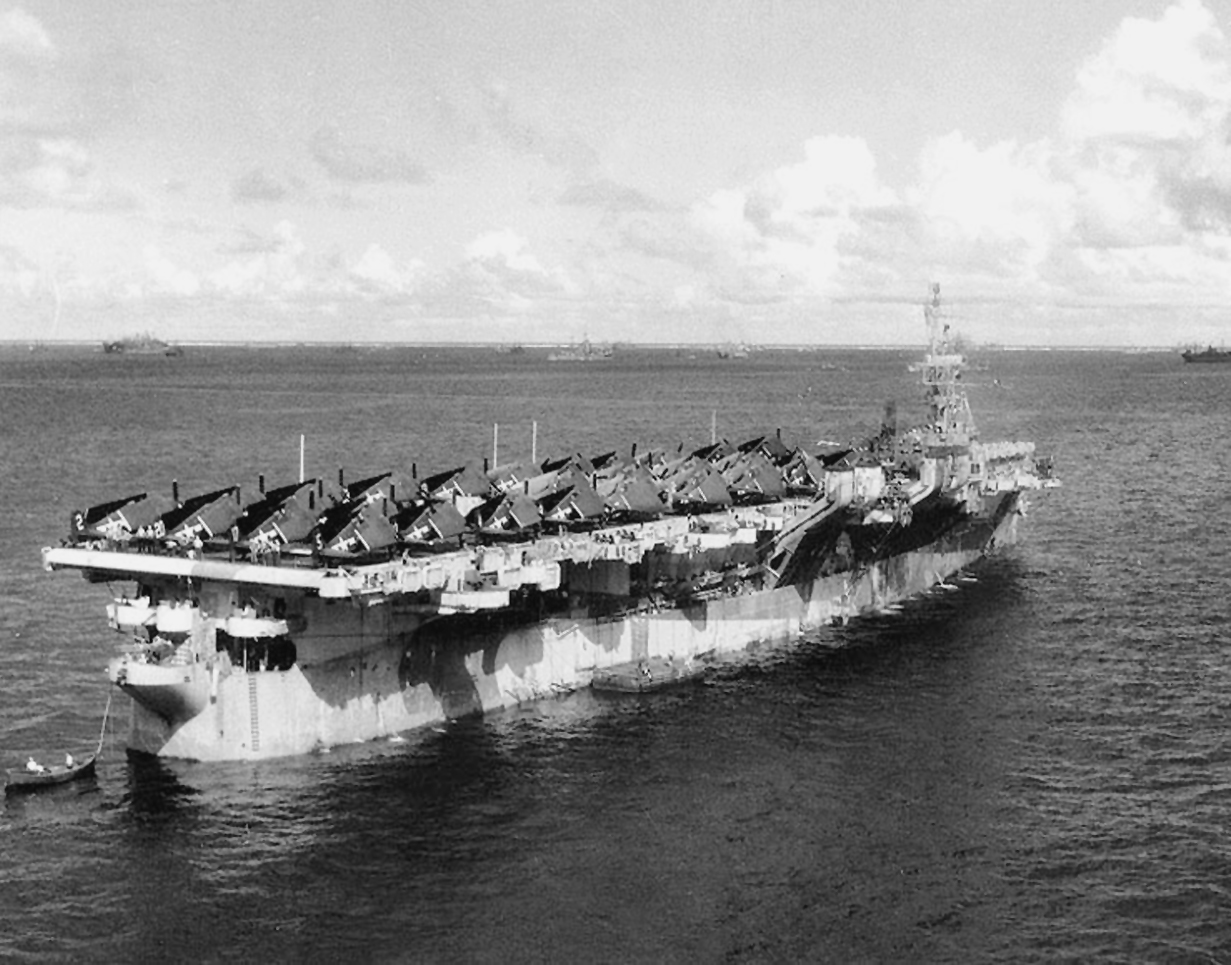
La USS Monterey ancorata presso l'atollo di Ulithi il 24 novembre 1944.

Successivamente la Monterey fu inviata ai cantieri di Pearl Harbor per una revisione ed un ammodernamento, da dove partì nuovamente il 29 agosto 1944, per partecipare alla battaglia dell'Isola di Wake ed unirsi in seguito alla Task force 38 per partecipare alle operazioni contro le Filippine meridionali e poi nelle Isole Ryūkyū. Tra l'ottobre ed il dicembre 1944 la Monterey fu di stanza nuovamente nelle Filippine a supporto nella battaglia di Leyte e di Mindoro.
Sebbene nessun aereo nemico fosse ancora riuscito a danneggiarla seriamente, la USS Monterey non riuscì ad arrivare indenne al suo primo anno di servizio, nel dicembre 1944 infatti venne colpita con altre navi della United States Pacific Fleet dal tifone tropicale Cobra, con venti superiori ai 100 nodi; all'apice della tempesta, che durò ben due giorni, alcuni cavi si spezzarono facendo rovinare diversi aerei la cui caduta provocò seri incendi negli hangar della nave, che tuttavia vennero spenti grazie all'opera dell'equipaggio.
Nel gennaio del 1945 la portaerei attraccò ai cantieri navali di Bremerton per un'ulteriore revisione e si unì nuovamente alla Task Force 58 per partecipare alla battaglia di Okinawa dal 9 maggio al 1º giugno 1945. Tra il 1º luglio ed il 15 agosto si unì nuovamente alla Task Force 38 per gli assalti finali contro Honshū ed Hokkaidō.

## Il periodo post-bellico
La USS Monterey abbandonò il teatro bellico del Pacifico il 7 settembre 1945 dopo aver imbarcato soldati da Tokyo e diretta a New York dove attraccò il 17 ottobre 1945. Successivamente venne impegnata nelle missioni dell'Operazione Magic Carpet, svolgendo diversi viaggi tra il porto di Napoli e quello di Norfolk. L'11 febbraio 1947 venne disarmata e assegnata alla United States Navy reserve fleets del Gruppo di Philadelphia.

Con lo scoppio della guerra di Corea, la USS Monterey venne nuovamente armata il 15 settembre 1950; salpata da Norfolk il 3 gennaio 1951 raggiunse la Naval Air Station di Pensacola, dove prestò servizio nei successivi quattro anni in qualità di nave scuola, fino a quando non venne rilevata dalla USS Saipan che aveva prestato servizio come nave scuola nella stessa base tra il 1946 ed il 1947. Dal 1º ottobre all'11 ottobre 1954 partecipò alle operazioni di soccorso nelle Honduras ed il 16 gennaio 1956 venne nuovamente disarmata e riclassificata con l'identificativo AVT-2 il 15 maggio 1959. Rimase ancorata a Philadelphia fino alla sua rottamazione nel maggio del 1971.